# Tamari Davis
Tamari Davis (Gainesville, 15 febbraio 2003) è una velocista statunitense.

## Carriera
Nel 2023 ha vinto la medaglia d'oro nella staffetta 4×100 m ai Mondiali di Budapest, facendo segnare il nuovo record dei campionati in 41"03.

## Palmarès
| Anno | Manifestazione | Sede     | Evento      | Risultato | Prestazione | Note                  |
| ---- | -------------- | -------- | ----------- | --------- | ----------- | --------------------- |
| 2023 | Mondiali       | Budapest | 100 m piani | 9ª        | 11"03       |                       |
| 2023 | Mondiali       | Budapest | 4×100 m     | Oro       | 41"03       | Record dei campionati |
| 2024 | World Relays   | Nassau   | 4x100 m     | Oro       | 41"85       | Record dei campionati |